# Little Anthony and the Imperials
Little Anthony and the Imperials — американская мужская вокальная группа, основанная в 1950-х годах.
Группа сначала называлась The Chesters, и под этим названием они выпустили один сингл на лейбле Apollo. Потом им удалось подписать контракт с End Records, в этот момент они и сменили название на The Imperials. Имя Литла Энтони было вынесено перед названием группы позже, с лёгкой руки радио- и теледискжокея Алана Фрида.
Самый же первый сингл Imperials — теперь ставшая классической балладой про любовные страдания «Tears on My Pillow» — попал в первую пятёрку как в поп-чарте «Билборда» (Hot 100), так и в ритм-н-блюзовом чарте этого журнала, и разошёлся в более чем миллионе экземпляров. Однако потом хоть их песни и попадали в чарты, этот большой успех повторить им никак не удавалось.
В 1960 году им удалось опять вернуться на высокие позиции с чуть-чуть не дотянувшей до первой десятки комической песней «Shimmy, Shimmy, Ko-Ko-Bop», но следующие два сингла провалились. Тогда, в 1961 году, Литл Энтони ушёл из группы, чтобы начать сольную карьеру. Сольная карьера у него тоже не пошла, и в 1963 году он вернулся.
Карьера группы была одной из самых продолжительных среди всех карьер ду-воп-групп в истории. Как пишет музыкальный сайт AllMusic, в 1960-е годы группе удалось адаптировать свой «гладкий, как мёд, стиль» к «сладкому урбанистическому звуку соула середины 1960-х годов», и поэтому она продолжала пользоваться успехом и попадать в чарты. Последним синглом группы, попавшим в американские чарты, был «Help Me Find a Way (To Say I Love You)» в 1971 году, а в 1977 году, уже в составе без Уэйда и без Литла Энтони, с синглом «Who’s Gonna Love Me» The Imperials попали ещё разок в британский чарт.

## Музыкальный стиль
По словам сайта AllMusic, визитной карточкой группы был «страдальческий» (ноющий, выражающий боль) стиль пения баллад Литлом Энтони. В биографии группы на сайте Зала славы рок-н-ролла также отмечается мощный и вместе с тем умоляющий вокал Литла Энтони, и именно вокал в комбинации с профессионализмом всех участников группы, умевших исполнять широкий спектр песен и также умевших работать на сцене, указывается как причина такого необычного долголетия для вокальной группы этого типа, и почему группе удалось записывать хиты и в 1950-е годы в стиле ду-воп, и в 1960-е годы в стиле соул

## Награды и признание
Группа была принята в Зал славы рок-н-ролла в 2009 году.

## Состав

### Первый состав (1958)
- Литл Энтони (англ. Little Anthony)
- Кларенс Коллинз (англ. Clarence Collins) — баритон
- Эрнест Райт-младший (англ. Ernest Write, Jr.) — тенор
- Трейси Лорд (англ. Tracy Lord) — тенор
- Нэт Роджерс (англ. Nat Rogers) — бас[1]